# Cleto Torrodellas Español
Cleto Torrodellas Español (Estadilla, 26 de abril de 1868 - 7 de mayo de 1939) fue un escritor y poeta español en lengua aragonesa. 
Herrero de profesión, era conocido en la comarca como lo Ferrero d'Estadilla, el herrero de Estadilla en aragonés. Con 42 años dejó de trabajar como herrero debido a problemas de salud. Esto le permitió tener más tiempo para otras actividades, entre ellas, las de escritor.
En su honor, el concejo de Estadilla y la asociación cultural L'Aurora, convocaron durante unos años, con carácter bianual, el Premio literario Cleto Torrodellas para escritos en aragonés ribagorzano.
Su obra poética, escrita en aragonés bajorribagorzano, es costumbrista y tiene trazas populares. El autor se consideraba un «poeta silvestre» o «poeta del terruño». Murió en Estadilla, el 7 de mayo de 1939, tras siete años de enfermedad. Dejó escritos más de veinticinco romances. En 1979, Francho Nagore editó las poesías de Cleto Torrodellas en la obra Cleto Torrodellas. Versos y romances en Ribagorzano y en 1981 A bida, a obra y a fabla de Cleto de Torrodellas.